# Vilobí del Penedès
Vilobí del Penedès est une commune de la province de Barcelone, en Catalogne, en Espagne, de la comarque de l'Alt Penedès.